# Бад-Наухайм
Бад-Наухайм (нем. Bad Nauheim) — город в Германии, курорт, расположен в земле Гессен. Подчинён административному округу Дармштадт. Входит в состав района Веттерау. Население составляет 31 176 человек (на 31 декабря 2010 года). Занимает площадь 32,55 км². Официальный код — 06 4 40 002.
Город подразделяется на 6 городских районов.
В честь Бад-Наухайма назван астероид (811) Наугейма, открытый в 1915 году.

## История
Первое письменное упоминание о здешнем поселении датируется 900 годом. Здесь (как предполагают историки) поселение было намного ранее; на это месте велось промышленное изготовление соли (белого золота). Соль вырабатывали до 1959 года.
С XIX века город стал курортом, в 1887 году была построена первая курортная градирня.
В 1854 году Наухайм получил статус города, а в 1869 году приставку Бад, что говорит о его термальном курортном статусе.
Как курорт он функционировал и в период I мировой, и II мировой войны. Во II мировую здесь находились в плену многие высокопоставленные представители антигитлеровской коалиции. Во многом благодаря этому город почти не подвергался воздушным налетам и выстоял войну без значительных потерь. Город посещали многие исторические личности и коронованные особы, о чём информирует памятный знак в городе.
Сейчас в Бад-Наухайме находятся многие высокоспециализированные немецкие клиники.

## Достопримечательности
На возвышенности на окраине города находятся развалины римской сигнальной башни, которая была построена в начале II века при римском императоре Адриане. Рядом с ней, в нескольких метрах стоит сохранившаяся по сей день католическая церковь, построенная в XII веке, которая в настоящее время является народной обсерваторией.
В этом городе в 1958—1960 гг. проходил срочную службу солдат американской армии, известный музыкант и артист Элвис Пресли. К этому времени он был очень известен и снимал комнату, а не жил в казарме. Сейчас это музей Пресли.
В этом тихом курортном городке в мае 1897 года шестнадцатилетний Александр Блок встретил свою первую глубокую любовь — Ксению Михайловну Садовскую (1860-1925). Синеокой красавице, которая была старше будущего поэта на 20 лет, Александр Блок, в будущем известный русский поэт, посвятил целые циклы стихов «К. М. С.» и «Через двенадцать лет». Блок также провёл в Бад-Наухайме июнь 1903 года.

## Фотографии

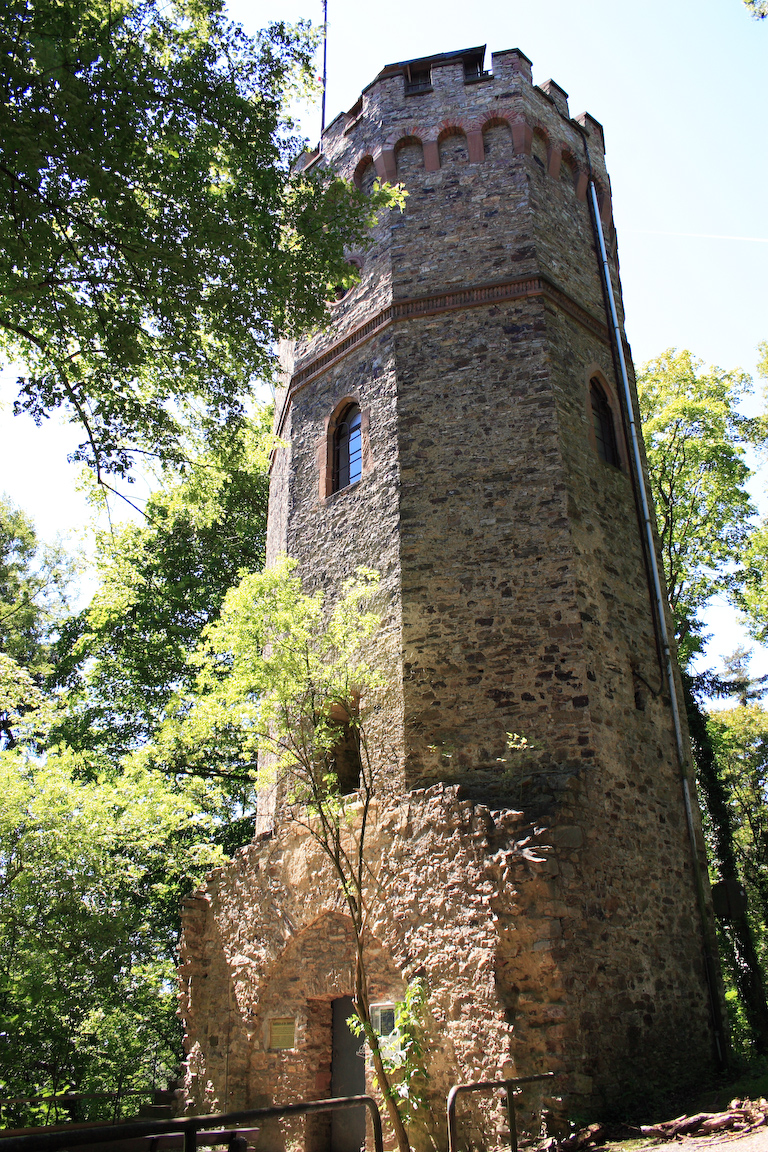
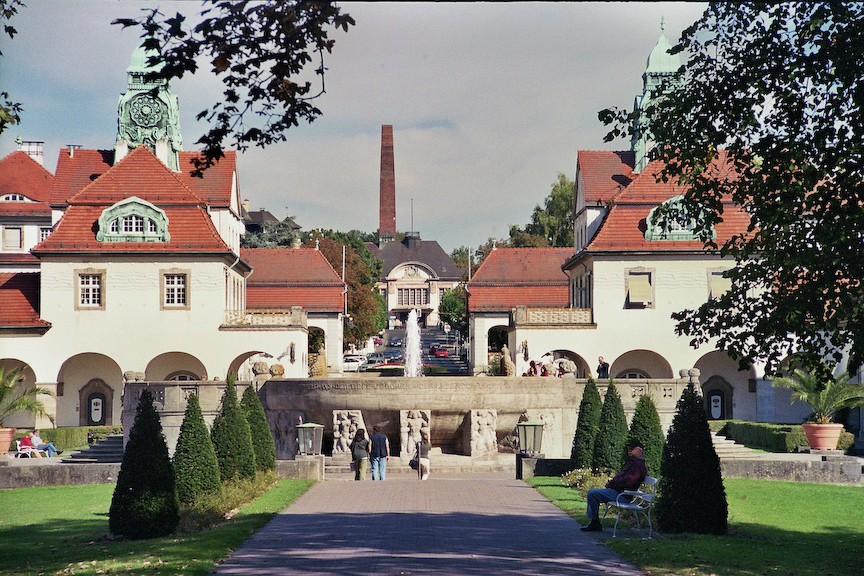
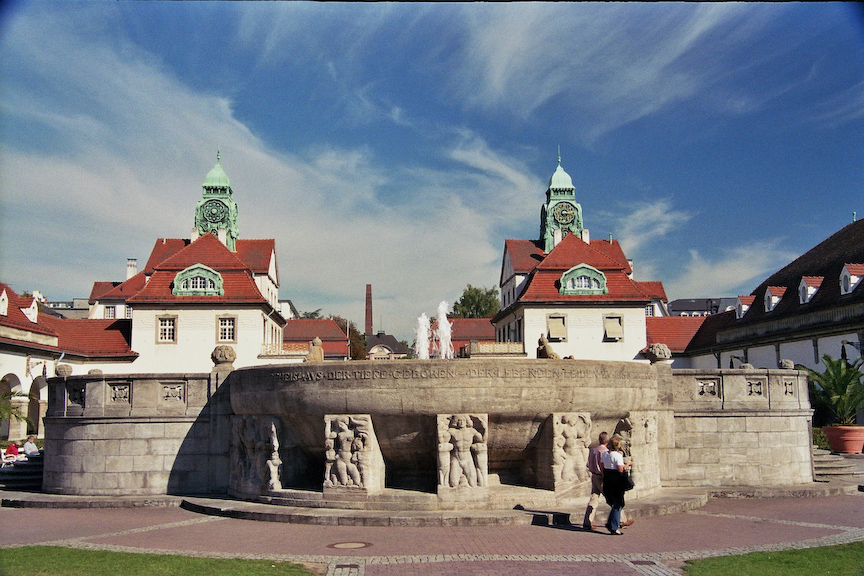
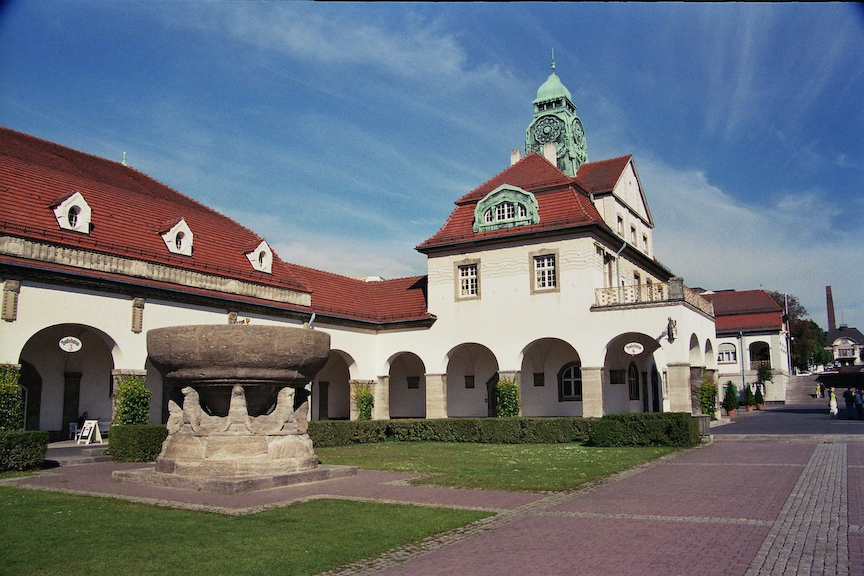
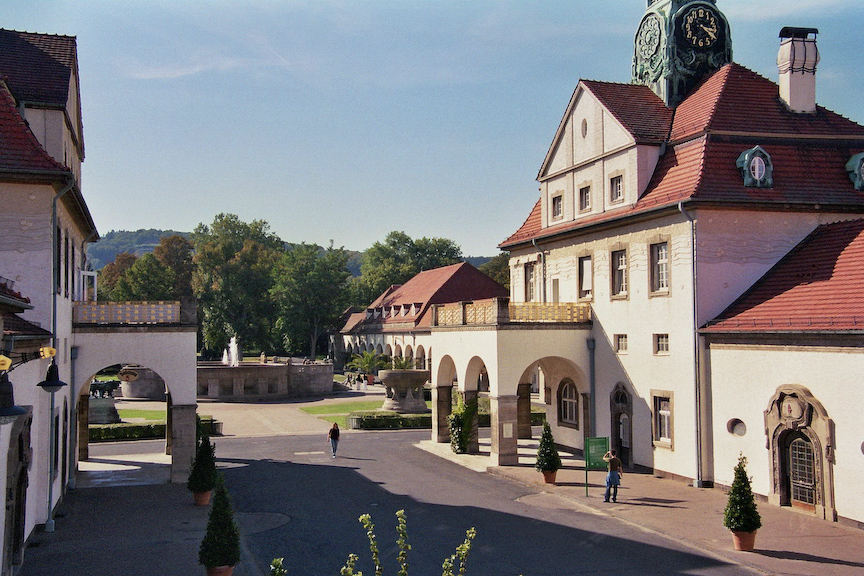
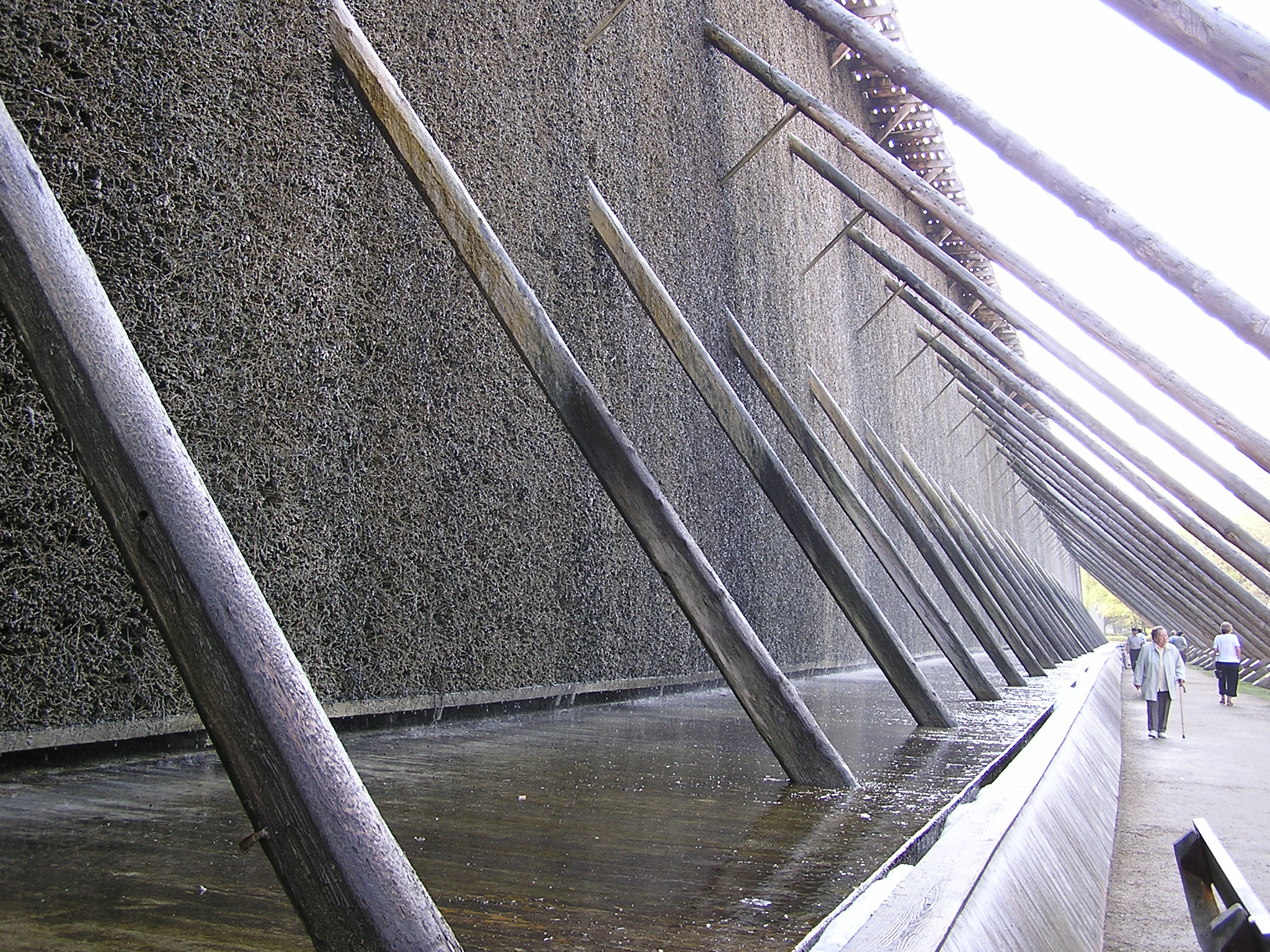
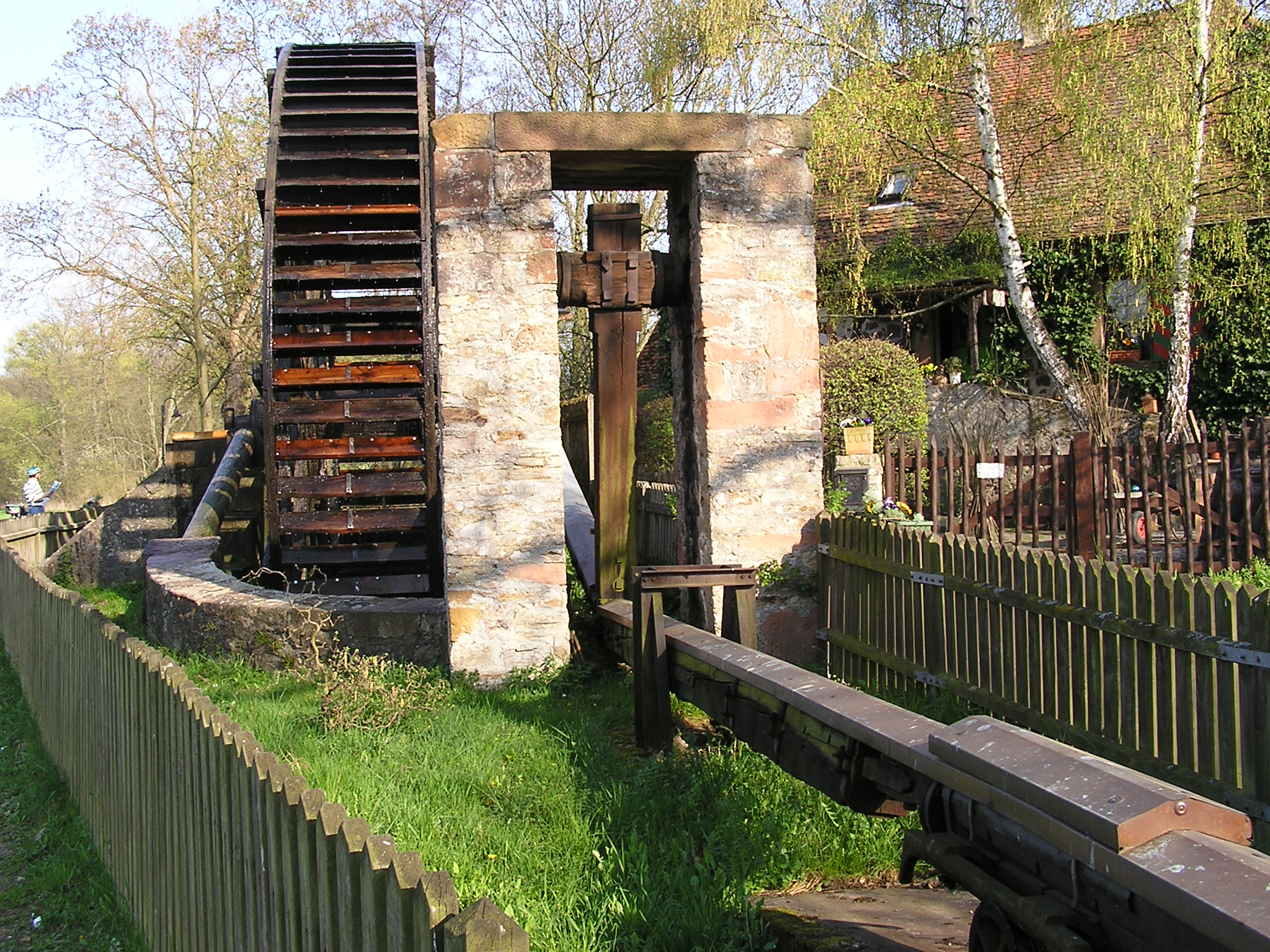